# Station Dieringhausen
Station Dieringhausen is een spoorwegstation in de Duitse plaats Dieringhausen in de gemeente Gummersbach. Het station werd in 1887 geopend.